# سيدي عبد المؤمن
سيدي عبد المؤمن بلدية تابعة لدائرة المحمدية ولاية معسكر تقع بين معسكر و عين فارس يقطنها حوالي 14600 نسمة.